# Тагайский уезд
Тагайский уезд — административно-территориальная единица в Российской империи, существовавшая в 1780—1796 годах. Уездный город — Тагай.

## Географическое положение
Тагайский уезд (Тагаевский уезд) граничит к северу с Буинским; к востоку с Симбирским и Сенгилеевским; к западу с Карсунским, Котяковским, Алатырский уездами. В длину от севера к югу до 105, а в ширину с востока к западу до 35 верст.

## История
Уезд образован в 1780 году в составе Симбирского наместничества, в результате реформы Екатерины Великой, из части территорий Синбирского, Казанского и Сызранского уездов.
В 1796 году упразднён, а территория вошла в состав Алатырского, Буинского, Симбирского и Сенгилеевского уездов Симбирской губернии.

## Население
В 1780 году в 126 населённых пунктов вошедшие в уезд ревизских душ составило 22270 человек.
В 1785 году «в уезде состоит в написании по 4-й ревизии мужеска 27.591, женска 28.459 душ».

## Административное деление
Деление на станы и волости не было. На начало учреждения уезда в нём было 126 селений.

## Уездные предводители дворянства
- Плотцов Прокофий Матвеевич, секунд-майор, 1782
- Сабакин Пётр, прапорщик, 1783
- Бабкин Пётр, прапорщик, 1784
- Нефедьев Степан Гаврилович, ротмистр, 1785—1786
- Бестужев Пётр Борисович, гвардии прапорщик, 1788—1789
- Беклемишев Никифор Афанасьевич, подполковник, 1790
- Нефедьев Степан Гаврилович, ротмистр, 1792
- Беликов Николай Александрович, прапорщик, 1793—1796[4]